# Hiroki Aratani
Hiroki Aratani (født 6. august 1975) er en tidligere japansk fodboldspiller.
Han har spillet for flere forskellige klubber i sin karriere, herunder Omiya Ardija og Ventforet Kofu.